# 김영석 (1984년)
김영석(金永碩, 1984년 12월 6일 ~ 2020년 12월 24일)은 대한민국의 제7대 서울특별시 관악구의원이고, 대전광역시 출신이다.

## 학력
- 한양대학교 국제관광대학원 엔터테인먼트 콘텐츠학과 졸업

## 경력
- 충청향우회 서울특별시 관악구 연합회 자문위원
- LG유플러스 IT컨설턴트
- 민주통합당 청년문화특별위원장
- 더불어민주당 서울시당 관악구 갑 지역위원회 상무위원
- 더불어민주당 서울시당 일자리창출특별위원장
- 더불어민주당 국민통합위원회 위원
- 더불어민주당 부대변인
- 민주평화통일자문회의 관악구 협의회 자문위원
- 한국청년유권자연맹 2030운영위원
- 매니페스토 청년협동조합 사무총장
- 2016.04 ~ 2018.06 제7대 서울특별시 관악구의회 의원
- 2016.04 ~ 2016.07 제7대 서울특별시 관악구의회 전반기 행정재경위원회 위원
- 2016.04 ~ 2016.07 제7대 서울특별시 관악구의회 전반기 예산결산특별위원회 위원
- 2016.07 ~ 2018.06 제7대 서울특별시 관악구의회 후반기 의회운영위원회 부위원장
- 2016.07 ~ 2018.06 제7대 서울특별시 관악구의회 후반기 도시건설위원회 위원
- 2016.07 ~ 2018.06 제7대 서울특별시 관악구의회 후반기 예산결산특별위원회 위원

## 역대 선거 결과
| 실시년도 | 선거        | 대수 | 직책   | 선거구                  | 정당         | 득표수   | 득표율          | 순위 | 당락 | 비고           |
| -------- | ----------- | ---- | ------ | ----------------------- | ------------ | -------- | --------------- | ---- | ---- | -------------- |
| 2016년   | 4·13 재보선 | 7대  | 구의원 | 서울 관악구 (나 선거구) | 더불어민주당 | 10,874표 | \| \| 48.22% \| | 1위  |      | 초선, 민선 6기 |
|          | 48.22%      |      |        |                         |              |          |                 |      |      |                |

## 참고 자료
- 김영석 - 관악구의회 의원 약력